# Maynard V. Olson

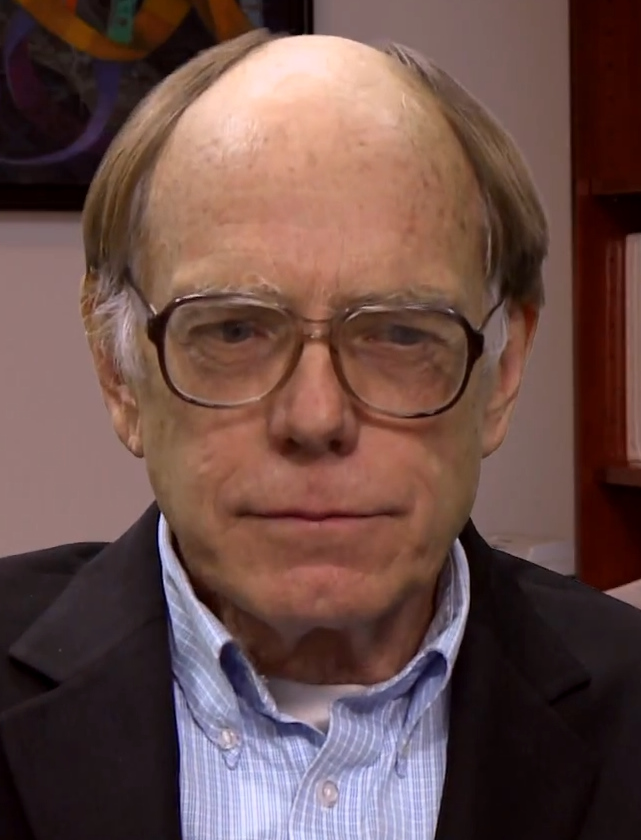
Maynard Olson (2017)

Maynard Victor Olson (* 2. Oktober 1943 in Washington, D.C.) ist ein US-amerikanischer Genetiker an der University of Washington, in Seattle, Washington.

## Leben
Olson erwarb nach dem Studium am California Institute of Technology (Caltech) in Pasadena, Kalifornien, 1970 bei dem späteren Nobelpreisträger Henry Taube an der Stanford University in Stanford, Kalifornien, einen Ph.D. in Chemie. Zunächst erhielt Olson eine Professur (Assistant Professor) für Chemie am Dartmouth College in Hanover, New Hampshire.
Während eines Sabbatjahres an der University of Washington, in Seattle, Washington wandte sich Olson der Genetik zu. 1979 erhielt er eine Professur für Genetik an der Washington University in St. Louis, Missouri. Seit 1992 ist Olson wieder an der University of Washington in Seattle, wo er Professuren für medizinische Genetik und Informatik (Computer Science) innehat.

## Wirken
Olson untersucht Hefen als genetisches System. Ihm gelangen mit Ben Hall in Seattle bahnbrechende Arbeiten zur tRNA von Hefen. Unter anderem war er einer der ersten Anwender des Restriktionsfragmentlängenpolymorphismus. Olson hat Instrumente entwickelt, um mittelgroße Genabschnitte (zwischen 103 und 106 Basenpaaren) mittels physikalischer (Orthogonal field alternation gelelectrophoresis, OFAGE), biologischer (Yeast Artificial Chromosome, YAC) und sequenzanalytischer (sequence-tagged sites, STS) Methoden zu charakterisieren und eine hochauflösende physikalische Genkarte des Genoms  von Saccharomyces cerevisiae zu erstellen. Olsons Ergebnisse spielen eine zentrale Rolle in Projekten zu Genomanalyse und schufen die Grundlage zur Organisation des Humangenomprojekts, an dem er in leitender Funktion für das Genome Research Institute der National Institutes of Health (NIH) beteiligt war.
Neuere Arbeiten befassen sich mit den genetischen Änderungen, die das Bakterium Pseudomonas aeruginosa während des oft jahrzehntelangen Befalls von Patienten mit zystischer Fibrose (CF) durchmacht und die letztlich oft zum Tode des Patienten führen. Olson setzt sich dafür ein, dass die Ergebnisse genetischer Forschungen in den Besitz der Allgemeinheit kommen.

## Auszeichnungen (Auswahl)
- 1992 Genetics Society of America Medal[2]
- 1994 Mitgliedschaft in der National Academy of Sciences
- 2002 Gairdner Foundation International Award[3]
- 2003 Mitgliedschaft in der American Academy of Arts and Sciences[4]
- 2005 Mitglied der American Philosophical Society[5]
- 2007 Gruber Genetics Prize[6]